# Pre-IPO
Pre-IPO是指对有上市预期且上市条件成熟的企业进行的投资，帮助企业进行上市。投资的企业一般具有很好的盈利能力和上市规模。其退出的方式是企业上市后直接股票市场出售股票。